# Karabin Burnside
Karabin Burnside – amerykański karabin jednostrzałowy, zaprojektowany przez Ambrose’a Burnside’a. Używany podczas wojny secesyjnej.